# العلاقات الجنوب إفريقية الكندية
العلاقات الجنوب أفريقية الكندية هي العلاقات الثنائية التي تجمع بين جنوب أفريقيا وكندا.

## مقارنة بين البلدين
هذه مقارنة عامة ومرجعية للدولتين:
| وجه المقارنة                                              | جنوب أفريقيا | كندا                     |
| --------------------------------------------------------- | --- | ------------------------ |
| المساحة (كم2)                                             | 1.22 مليون | 9.98 مليون               |
| عدد السكان (نسمة)                                         | 57.73 مليون | 35.70 مليون              |
| الكثافة السكانية (ن./كم²)                                 | 47.32 | 3.58                     |
| العاصمة                                                   | بريتوريا، بلومفونتين، كيب تاون | أوتاوا                   |
| اللغة الرسمية                                             | لغة إنجليزية، اللغة الأفريقانية، اللغة النديبلي الجنوبية، اللغة السوثو الشمالية، اللغة السوتية، لغة سوازي، اللغة التسونجا، اللغة التسوانية، اللغة الفيندية، اللغة الكوسية، اللغة الزولوية | لغة إنجليزية، لغة فرنسية |
| العملة                                                    | راند جنوب أفريقي | دولار كندي               |
| الناتج المحلي الإجمالي (بليون دولار)                      | 349.42 مليار | 1.65 تريليون             |
| الناتج المحلي الإجمالي (تعادل القوة الشرائية) بليون دولار | 725.91 مليار | 1.59 تريليون             |
| الناتج المحلي الإجمالي الاسمي للفرد دولار أمريكي          | 5.72 ألف | 43.25 ألف                |
| الناتج المحلي الإجمالي للفرد دولار أمريكي                 | 13.05 ألف | 45.07 ألف                |
| مؤشر التنمية البشرية                                      | 0.666 | 0.913                    |
| رمز المكالمات الدولي                                      | +27 | +1                       |
| رمز الإنترنت                                              | .za | .ca                      |
| المنطقة الزمنية                                           | ت ع م+02:00، أفريقيا/جوهانسبرغ ‏ |                          |

## منظمات دولية مشتركة
يشترك البلدان في عضوية مجموعة من المنظمات الدولية، منها:
| علم المنظمة | اسم المنظمة                        | تاريخ انضمام جنوب أفريقيا | تاريخ انضمام كندا |
| ----------- | ---------------------------------- | ------------------------- | ----------------- |
|             | البنك الإفريقي للتنمية             | ?                         | ?                 |
|             | المنظمة الهيدروغرافية الدولية      | ?                         | ?                 |
|             | مجموعة العشرين                     | ?                         | ?                 |
|             | منظمة الشرطة الجنائية الدولية      | ?                         | ?                 |
|             | الاتحاد البريدي العالمي            | ?                         | ?                 |
|             | منظمة التجارة العالمية             | 1995                      | ?                 |
|             | الفريق المعني برصد الأرض           | ?                         | ?                 |
|             | مجموعة الموردين النوويين           | ?                         | ?                 |
|             | مؤسسة التنمية الدولية              | 12 أكتوبر 1960            | 24 سبتمبر 1960    |
|             | مؤسسة التمويل الدولية              | 3 أبريل 1957              | 20 يوليو 1956     |
|             | منظمة حظر الأسلحة الكيميائية       | ?                         | ?                 |
|             | الأمم المتحدة                      | 7 نوفمبر 1945             | 9 نوفمبر 1945     |
|             | الاتحاد الدولي للاتصالات           | 1910                      | 1 يوليو 1908      |
|             | البنك الدولي للإنشاء والتعمير      | 27 ديسمبر 1945            | 27 ديسمبر 1945    |
|             | وكالة ضمان الاستثمار متعدد الأطراف | 10 مارس 1994              | 12 أبريل 1988     |
|             | نظام تحكم تكنولوجيا القذائف        | 1995                      | 1987              |
|             | يونسكو                             | 4 نوفمبر 1946             | 4 نوفمبر 1946     |
|             | دول الكومنولث                      | 11 ديسمبر 1931            | ?                 |

## أعلام
هذه قائمة لبعض الشخصيات التي تربطها علاقات بالبلدين:
- أماندا فورسيث (موسيقية كندية، 12 أكتوبر 1966 – )
- إيلون مسك (مخترع ومطور تقني أمريكي، 28 يونيو 1971 – )
- جاي مانويل (14 أغسطس 1972 – )
- ديريك مولر (مقدم تلفزيوني أسترالي، 9 نوفمبر 1982 – )
- سام روبرتس (مغني كندي، 2 أكتوبر 1974[22] – )
- كانديس مككلور (ممثلة جنوب أفريقية، 22 مارس 1980[23] – )
- كريستيان ستيوارت (لاعب رغبي جنوب أفريقي، 17 أكتوبر 1966[24] – )
- كيفن هارمس (لاعب كرة قدم كندي، 4 يوليو 1984[25] – )
- ماكنزي ديفيس (1 أبريل 1987 – )
- ويل أوغيلفي (فنان كندي، 1901[26][27] – 28 أغسطس 1989)

## وصلات خارجية
- موقع وزارة الخارجية الجنوب أفريقية
- موقع وزارة الخارجية الكندية